# Aulacoserica affinis
Aulacoserica affinis är en skalbaggsart som beskrevs av Moser 1918. Aulacoserica affinis ingår i släktet Aulacoserica och familjen Melolonthidae. Inga underarter finns listade.